# Кокел
Кокел (фр. Coquelles) насеље је и општина у североисточној Француској у региону Север-Па д Кале, у департману Па де Кале која припада префектури Кале.
По подацима из 2011. године у општини је живело 2369 становника, а густина насељености је износила 270,13 становника/km². Општина се простире на површини од 8,77 km². Налази се на средњој надморској висини од 49 метара (максималној 53 m, а минималној 0 m).

## Демографија
| 1962. | 1968. | 1975. | 1982. | 1990. | 1999. | 2011. |
| ----- | ----- | ----- | ----- | ----- | ----- | ----- |
| 1.144 | 1.158 | 1.248 | 2.081 | 2.133 | 2.370 | 2.369 |

График промене броја становника у току последњих година